# Hely a tetőn (film)
A Hely a tetőn (eredeti cím: Room at the Top) 1959-ben bemutatott fekete-fehér brit filmdráma, mely Jack Clayton első nagyjátékfilmes rendezése volt. A forgatókönyvet Neil Paterson írta, John Braine hasonló című regényéből. A főbb szerepekben Laurence Harvey, Simone Signoret, Heather Sears, Donald Wolfit, Donald Houston és Hermione Baddeley látható.
A film kiemelkedően pozitív kritikákat kapott. A 32. Oscar-gálán hat kategóriában jelölték díjra, ebből kettőt nyert meg: legjobb női főszereplő (Signoret) és legjobb adaptált forgatókönyv (Paterson). Jelölték továbbá legjobb film, legjobb filmrendező, (Clayton), legjobb férfi főszereplő (Harvey) és legjobb női mellékszereplő (Baddeley) kategóriákban is. Baddeley mindössze 2 perc 19 másodpercre tűnt fel a mozivásznon, így ez volt az Oscar-díj történetében a legrövidebb, női mellékszereplőként díjra jelölt alakítás.

## Cselekmény
Nem sokkal a második világháború befejezése után járunk. Joseph (Joe) Lampton, az ambiciózus fiatalember elköltözik szülővárosából, a Dufton nevű sivár iparvárosból egy nagyobb településre, Warnleybe. Itt egy biztosnak számító, de rosszul fizető és előrelépési lehetőséget nem nyújtó hivatalnoki állást kap. A becsvágyó Joe, munkatársai és lakótársa, Charlie Soames figyelmeztetései ellenére udvarolni kezd a gazdag Susan Brownnak, a helyi iparmágnás leányának. Bár Susan egy Jack Wales nevű tehetős férfi párja, Joe-nak mégis sikerül elbűvölnie. Mr. és Mrs. Brown mindent megtesz az alacsony társadalmi rangú udvarló elijesztésére: Joe főnökén keresztül közlik vele, keressen hozzá hasonló rangú lányt, előnyösebb állásajánlatot kínálnak neki Duftonban (de Joe ez elutasítja, felismerve a mögöttes indokot) és egy időre Susant is külföldre küldik.
A férfi eközben a nála tíz évvel idősebb, boldogtalan házasságban élő, francia származású Alice Aisgill-lel is találkozgat. Alice tanárnőként egy évtizeddel korábban érkezett Angliába, ahol gőgös, hűtlen és bántalmazó, felsőosztálybeli angol, George Aisgill felesége lett. Joe csak unalmában keresi a nő társaságát és Alice is úgy véli, csupán "szerető barátok" lehetnek. Ahogy mégis egyre közelebb kerülnek egymáshoz, Joe elveszíti érdeklődését Susan iránt. Kapcsolatuk szenvedélyes és viharos, egy különösen heves vita után pedig Joe újfent Susant választja. Elveszi a lány szüzességét, de elégedetlen ezzel a kapcsolattal és ismét Alice-hez kezd jobban vonzódni.
Joe és Alice rövid nyaralásra mennek. A nőt boldogsággal tölti el, hogy Joe látszólag lemondott a vagyon és a társadalmi státusz hajszolásáról és egyszerűen csak boldog akar lenni Alice mellett, önmagaként. Úgy döntenek Alice-nek válnia kell férjétől, de az nem hajlandó ebbe belemenni és megfenyegeti őket: mindkettőjüket tönkreteszi, ha nem vetnek véget viszonyuknak. A helyzetet tovább bonyolítja Mr. Brownt bejelentése, miszerint Susan teherbe esett. Az apa elvárja, hogy Joe feleségül vegye a lányt és elfelejtse Alice-t, cserébe egy jól fizető állásért.
A kilátástalan helyzetben lévő Joe szakít Alice-szel és közli vele, Susant veszi feleségül. Az összetört szívű Alice lerészegedik és másnap, miközben munkatársai az eljegyzését ünneplik, Joe értesül a nő halálhíréről. Susan részegen egy sziklának hajtott autójával. A lesújtott Joe távozik az irodából és abba a lakásba megy, ahol Alice-szel találkozgatott. A lakás tulajdonosa és Alice barátnője, Elspeth kiabálva üldözi el a férfit, őt okolva Alice halálért. Joe egy kocsmába megy és egy Mavis nevű nő felfigyel a jól öltözött férfira. Bár Joe-t nem érdekli Mavis, elzavar egy nőt zaklató férfit, aki később bosszúból a barátaival együtt eszméletlenre verik őt. Reggel Charlie talál rá az utcán fekvő munkatársára.
Rövid idővel később Joe és Susan összeházasodik. Gazdag feleségével és jól fizető állásával Joe mindent megszerzett, amiről azt hitte, vágyik rá. Ahogy a ceremóniáról távoznak, Susan könnyeket lát Joe szemében, de félreértve a helyzetet megjegyzi: „mégiscsak szentimentális vagy egy kicsit”.

## Szereplők
| Színész                 | Szerep               | Magyar hang    | Magyar hang       |
| Színész                 | Szerep               | 1. szinkron    | 2. szinkron       |
| ----------------------- | -------------------- | -------------- | ----------------- |
| Alice Aisgill           | Simone Signoret      | Ruttkai Éva    | Bodnár Erika      |
| Joe Lampton             | Laurence Harvey      | Juhász Jácint  | Kautzky Armand    |
| Susan Brown             | Heather Sears        | Egri Kati      | Rudolf Teréz      |
| Mr. Brown               | Donald Wolfit        | Verebes Károly | Szabó Ottó        |
| Charlie Soames          | Donald Houston       |                | Gálvölgyi János   |
| Elspeth                 | Hermione Baddeley    |                | Hacser Józsa      |
| George Aisgill          | Allan Cuthbertson    |                | Epres Attila      |
| Mr. Hoylake             | Raymond Huntley      |                | Makay Sándor      |
| Jack Wales              | John Westbrook       |                | Galambos Péter    |
| Mrs. Brown              | Ambrosine Phillpotts | Schubert Éva   |                   |
| Teddy Merrick           | Richard Pasco        |                | Antal László      |
| Joe nagynénje           | Beatrice Varley      |                | Várnagy Kati      |
| Eva                     | Delena Kidd          |                | Farkasinszky Edit |
| Cyril                   | Ian Hendry           |                |                   |
| Mavis                   | April Olrich         |                |                   |
| June Samson             | Mary Peach           |                |                   |
| Bernard                 | Anthony Newlands     |                |                   |
| Miss Gilchrist          | Avril Elgar          |                |                   |
| Miss Breith             | Thelma Ruby          |                |                   |
| viccet mesélő férfi     | Paul Whitsun-Jones   |                |                   |
| Mavis féltékeny barátja | Derren Nesbitt       |                |                   |

Stáblistán nem feltüntetett színészek
- Derek Benfield – férfi a bárban
- Richard Caldicot – taxisofőr
- Wendy Craig – Joan
- Basil Dignam – pap
- Everley Gregg – polgármesterné
- Jack Hedley – építész
- Miriam Karlin – Gertrude
- Wilfrid Lawson – Nat, Joe nagybátjya
- Prunella Scales – hivatali dolgozó
- Julian Somers – St. Clair
- John Welsh – polgármester

## Kapcsolódó művek
Folytatása 1965-ben jelent meg Life at the Top címmel, hasonló szereplőgárdával. 1970 és 1972 között sugározták újabb folytatásként a Man at the Top című sorozatot, majd 1973-ban mutatták be a tévéműsor alapján készült, azonos című filmet.[forrás?]

## Fordítás
- Ez a szócikk részben vagy egészben  a   Room at the Top (1959 film) című angol Wikipédia-szócikk ezen változatának fordításán alapul.  Az eredeti cikk szerkesztőit annak laptörténete sorolja fel. Ez a jelzés csupán a megfogalmazás eredetét és a szerzői jogokat jelzi, nem szolgál a cikkben szereplő információk forrásmegjelöléseként.